# Elise de Hohenlohe-Langenburg

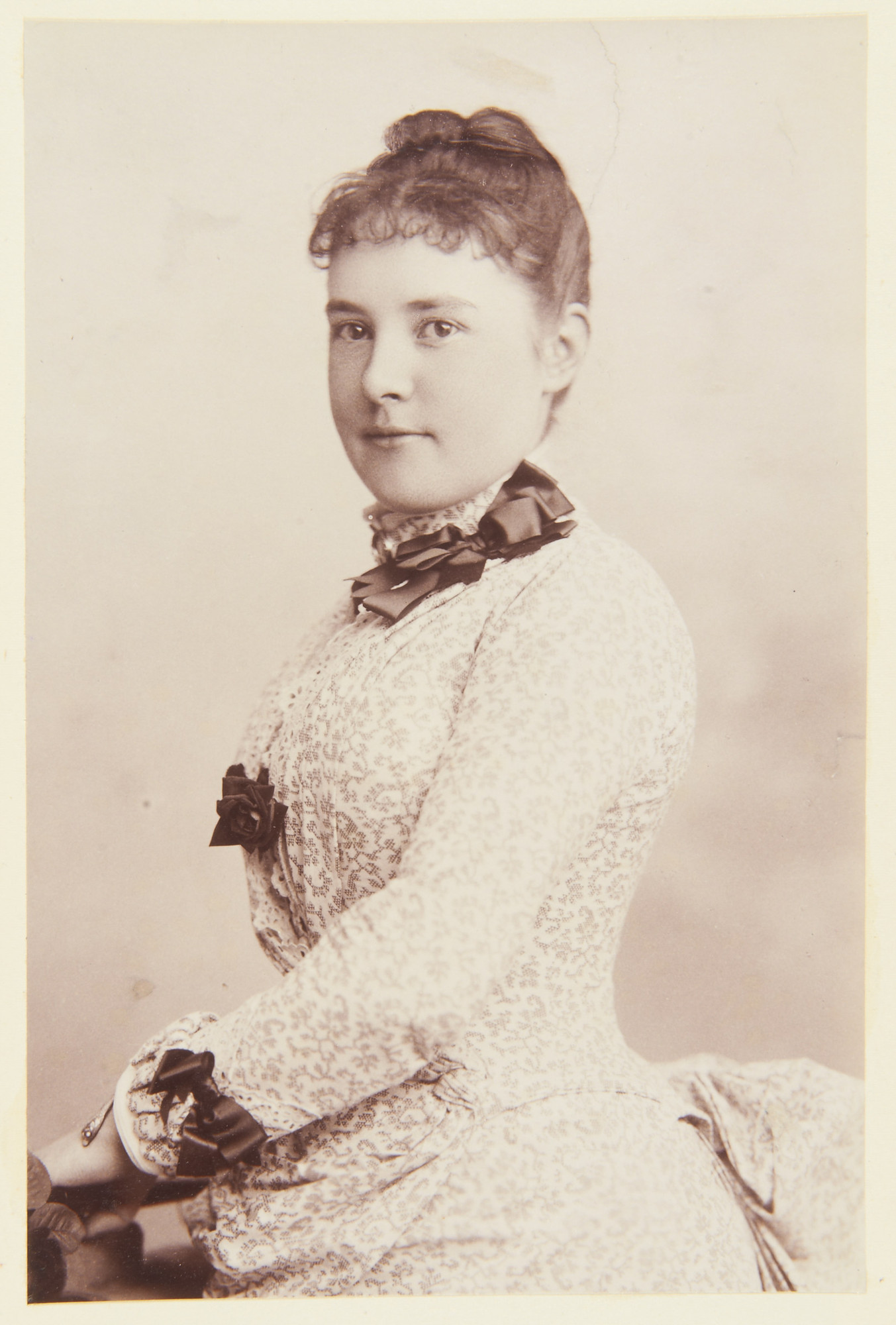
Elise de Hohenlohe-Langenburg

Prințesa Elise de Hohenlohe-Langenburg (germană Prinzessin Elise Victoria Feodora Sophie Adelheid zu Hohenlohe-Langenburg; 4 septembrie 1864 - 18 martie 1929) a fost Prințesă Reuss Linia Tânără ca soție a lui Heinrich al XXVII-lea, Prinț Reuss. Ea a fost fiica cea mare a lui Hermann, Prinț de Hohenlohe-Langenburg și a soției acestuia, Prințesa Leopoldine de Baden.

## Biografie

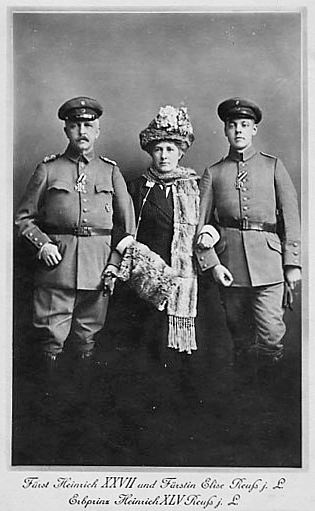
Elise cu soțul și fiul ei cel mare

Elise s-a născut la Langenburg; a fost al doilea copil și prima fiică a lui Hermann, Prinț de Hohenlohe-Langenburg și a soției acestuia, Prințesa Leopoldine de Baden, fiica Prințului Wilhelm de Baden.
Elise a fost înrudită cu regina Victoria, bunica paternă a Elisei (Feodora de Leiningen) fiind sora vitregă a reginei Victoria.
Elise a avut un frate mai mare Ernst, care l-a succedat pe tatăl lor ca cel de-al 7-lea Prinț de Hohenlohe-Langenburg (Fürst zu Hohenlohe-Langenburg), și o soră mai mică, Prințesa Feodora, care în 1894 s-a căsătorit cu Emich, al 5-lea Prinț de Leiningen.
S-a căsătorit la 11 noiembrie 1884 la Langenburg cu Heinrich al XXVII-lea, Prinț Reuss (1858–1928), fiul cel mare a lui Heinrich al XIV-lea, Prinț Reuss (1832–1913) și a soției acestuia, Ducesa Agnes de Württemberg (1835–1886). Ei au avut cinci copii:
- Prințesa Viktoria Reuss de Schleiz (21 aprilie 1889 – 18 decembrie 1918), căsătorită în 1917 cu Ducele Adolf Friedrich de Mecklenburg-Schwerin, au avit copii.
- Prințesa Luise Reuss de Schleiz (17 iulie 1890 – 12 august 1951)
- Prințul Heinrich XL Reuss de Schleiz (17 septembrie 1891 – 4 noiembrie 1891)
- Prințul Heinrich XLIII Reuss de Schleiz (25 iulie 1893 – 13 mai 1912)
- Heinrich al XLV-lea, Prinț Ereditar de Reuss (13 mai 1895 – 1945)

În 1913 soțul ei a devenit Prinț suveran de Reuss. El a abdicat în 1918 după Revoluția germană din 1918–19, când toate monarhiile germane au fost abolite. Elise a murit la 18 martie 1929, supraviețuind soțului ei șase luni.